# Lasvaux
Lasvaux era una comuna francesa que estaba situada en el departamento de Lot, de la región de Occitania, que en 1806 pasó a formar parte de la comuna de Cazillac.

## Demografía
| Gráfica de evolución demográfica de Lasvaux entre 1793 y 1800 |
|                                                               |

Los datos demográficos contemplados en este gráfico se han cogido de la página francesa EHESS/Cassini.